# بروتوكول النفاذ إلى الدليل البسيط
بروتوكول النفاذ إلى الدليل البسيط أو البروتوكول الخفيف للوصول للأدلة (بالإنجليزية:  Lightweight Directory Access Protocol LDAP)‏ هو بروتوكول يستخدم في شبكات الحاسوب للاستفسار عن وتعديل خدمات الأدلة العاملة فوق برتوكولTCP/IP بحيث يمكن لخدمات مثل عميل البريد الإلكتروني وغيره استخدامها للتحكم بدخول المستخدمين. دليل LDAP يتبع تشكيل X.500]] model]]: فهو شجرة متفرعة من المدخلات تتكون كل منها من مجموعة من أسماء متغيرات (صفات) مع قيم لها.
يعكس دليل LDAP عادة حدود تقسيم سياسي، جغرافي، و/أو تنظيمي. وتتجه استخدامات LDAP اليوم لاستخدام أسماء أنظمة تسمية النطاقات DNS لتنظيم النطاق الأولي لبنيتها. توجد تحتها مدخلات تمثل أشخاص، وحدات تنظيمية، طابعات، وثائق أو أي شيء آخر.....

## نظرة عامة على البروتوكول
يبدأ برنامج العميل (الذي يطلق عليه اسم (عميل نظام الدليل) (بالإنجليزية: Directory System Agent)‏ جلسة ال داب عن طريق الاتصال بخادم ال داب، ويعمل الميفاق على منفذ ميثاق نقل البيانات (TCP) رقم 389. العميل يقوم بارسال طلب تشغيل للخادم، وبالمقابل يقوم الخادم بارسال الردود. بحسب ميفاق إل داب، لا يحتاج العميل الانتظار حتى يتلقى الاستجابة من الخادم قبل أن يشرع في إرسال الطلب اللاحق -إلا أن هناك بعض الاستثناءات-، والخادم قد يرسل الاستجابات بأي ترتيب، كل المعلومات والبيانات يتم تبادلها ونقلها باستخدام قواعد الترميز البسيطة (Basic Encoding Rules).
العميل قد يشرع في طلب العمليات الاتية:-
- طبقة النقل الأمن (Transport Layer Security) باستخدام ال داب الإصدارة ال 3 - (StartTLS) ملحق لإنشاء اتصال امن.
- ربط - (استيثاق) (bind)، وتحديد إصدار ال ال داب بروتوكول.
- البحث - بحث عن و/ أو استرجاع مدخلات الدليل.
- المقارنة - اختبار ما إذا كان قيد معين فيه مدخل يحوي قيمة معينّة ام لا.
- إضافة قيد جديد.
- مسح قيد.
- تعديل قيد.
- تعديل الاسم المميز - نقل أو إعادة تسمية القيد.
- تخلى - التخلى عن طلب سابق.
- عملية موسعة - عملية عامة تستخدم لتحديد عمليات أخرى.
- إلغاء التوثيق - اغلاق الاتصال.

وبالإضافة إلى ذلك قد يقوم الخادم بارسال "الاخطارات غير مرتبطة بطلب"، أي أنها ليست ردود نتيجة طلب سابق، مثل إخطار بانقضاء مدة الاتصال على سبيل المثال.
هناك طريقة أخرى مشتركة لتامين اتصال ال داب، وذلك باستخدام انبوب طبقة الوصلة المشفرة (ssl). يرمز لاستخدام ssl باستخدام s في نهاية اسم الميفاق فيصبح (ldaps)، المنفذ الافتراضى لل ال داب عبر طبقة الوصلة المشفرة (ssl) هو 636، كان استخدام ال داب عبر طبقة الوصلة المشفرة (ssl) شائع في النسخة 2 ولكن لم يكن له مواصفات قياسية أو منهجية، لقد تم التخلي عن هذا الاستخدام مع التخلي عن ال داب 2، الأمر الذي تم رسميا في 2003.